# Еркюл Поаро
Еркюл Поаро (на френски: Hercule Poirot) е измислен белгийски детектив, създаден от авторката на криминални романи Агата Кристи.
Заедно с Мис Марпъл той е от най-популярните герои на писателката. Присъства в 33 романа и 51 кратки разкази, публикувани между 1920 и 1975 г. Действието в тях се развива в същия период.
Поаро е бил пресъздаван многократно за малкия и големия екран от актьори като Албърт Фини, Питър Устинов, Иън Холм, Тони Рандъл, Алфред Молина и Дейвид Сушей.

## Произход
Името му произлиза от съчетание на имената на известните по това време детективи Hercule Popeau и Monsieur Poiret. Двамата са също измислени, техни автори са съответно Marie Belloc Lowndes и Frank Howel Evans. В по-ранните истории за Еркюл Поаро си проличава и влиянието на друг известен криминалист – сър Артър Конан Дойл. В своята автобиография Кристи признава „Все още пишех в стила на Шерлок Холмс – ексцентричен детектив, смешен асистент, с детектив от Скотланд Ярд от типа на Лестрейд – Инспектор Джап.“ От своя страна Конан Дойл разкрива, че е създал Шерлок Холмс по модела на Едгар Алън По. Неговият френски детектив К. Огюст Дюпен, подобно на Поаро в моменти на достигане до важни умозаключения, отдава заслуги на своя еквивалент на „малките сиви клетки“ на Поаро.
Героят на Кристи е от белгийски произход. Въпреки споменатите прилики между някои герои, Поаро без съмнение е резултат от ранната разработка на героя още в първата книга на Кристи, написана през 1916 г. (но издадена едва през 1920 г.). Вероятно Кристи прави своя герой белгиец заради окупацията на Белгия от Германия по това време. Смятало се е за израз на патриотизъм да симпатизираш на белгийците, тъй като влизането на Великобритания в Първата световна война до голяма степен е било насърчено от събитията в Белгия. По време на войната властите използват окупацията на Белгия в своята пропаганда, като силно преувеличават и я наричат „Похищението на Белгия“

## Популяризация
Поаро се появява за първи път в „Аферата в Стайлс“ („The Mysterious Affair at Styles“), публикувана през 1920, и за последен в „Завесата“(„Curtain“), публикувана през 1975 г., само година преди смъртта на Кристи.
След излизането на романа Поаро става единственият измислен герой, получил некролог в страниците на Ню Йорк Таймс: „6 август 1975 – Почина Еркюл Поаро; известен белгийски детектив.“
До 1930 г. Агата Кристи смятала Поаро за „нетърпим“, а до 1960 г. вече го намирала за „отвратителен, надут, досаден и егоцентричен“. Въпреки това читателите го обичали и затова Кристи решила да не го убива, казвайки, че е нейно задължение да пише това, което хората харесват, а те харесвали Поаро.

## Външен вид и качества
Ето как Капитан Хейстингс описва Поаро за първи път:
„Поаро беше дребно човече с необикновена външност. Едва ли беше по-висок от метър и шестдесет, но в осанката му имаше силно изявено достойнство. Главата му наподобяваше яйце и той винаги я накланяше на една страна. Имаше сиви мустаци, които носеше по военному. Спретнатостта на дрехите му беше просто невероятна. Струва ми се, че една прашинка би му причинила повече болка, отколкото огнестрелна рана. При все това този чудат наконтен човечец, който, със съжаление забелязах, сега накуцваше, навремето се е славел като един от най-почитаните служителя на белгийската полиция. Детективският му нюх е бил толкова непогрешим, че благодарение на него той бе постигал невероятни успехи, разкривайки най-заплетените случаи на своето време.“
А с тези думи Агата Кристи описва Поаро в първите страници на „Убийство в Ориент Експрес“:
„До стъпалата на спалния вагон стоеше млад френски лейтенант във великолепна униформа и разговаряше с един загърнат до ушите дребен мъж, от когото се виждаха само зачервеният нос и краищата на засуканите нагоре мустаци.“
В следващите книги куцането на Поаро не е споменавано, което предполага, че е било временно нараняване от войната. Той има черна коса, която в следващи романи разбираме, че боядисва. Очите му многократно са описвани като зелени и блещукащи подобно на котешки когато го сполети идея. Често са споменавани и неговите лачени обувки, които почти винаги претърпяват нещастия, които Поаро преживява тежко (но за читателите имат комичен ефект). Изисканите дрехи на детектива в по-късните романи се оказват безнадеждно остарели и старомодни.
Сред най-явните качества на Поаро е неговия деликатен стомах: "Самолетът пропадна във въздушна яма. „Горкият ми стомах!“ – помисли си Еркюл Поаро и затвори очи, решен да не ги отваря повече"
Той страда от морска болест и в „Смърт в облаците“ вярва, че гаденето в самолета му е попречило да бъде нащрек когато убийството се е случило.
По-късно в живота си Поаро споделя:
„Ако човек приема на сериозно стомаха си, той със сигурност ще му се отплати на стари години. Храненето не е само физическо удоволствие, а също и интелектуално изследване“
Поаро е изключително точен и почти до края на кариерата си носи със себе си старомоден джобен часовник. Той е и много взискателен когато става дума за личните му вещи или финанси. Предпочита винаги да има заделени в банката точно 444 паунда, 4 шилинга и 4 цента.

## По-важни романи с участието на Поаро
Романите с Поаро запознават читателите с живота му от пристигането му в Англия. В първата книга („Аферата в Стайлс“) той е бежанец, отседнал в Стайлс, а в последната („Завесата“), вече пенсиониран, той решава да посети Стайлс още веднъж преди смъртта си. Действието в романите с участието на Поаро не винаги се развива във Великобритания, като например един от най-известните – „Убийство в Ориент Експрес (роман)“ (1934).
Еркюл Поаро става известен след публикуването на „Убийството на Роджър Акройд“ от 1926, чието изненадващо разкриване пробужда както много дискусии и коментари, така и известна критика. Едмънд Уилсън остро критикува криминалните романи като цяло в книгата си „На кой му пука кой уби Роджър Акройд“. Въпреки това романът остава в историята като един от най-известните в жанра. След 1932 славата на детектива е затвърдена от излизането на класики като "Убийство в Ориент Експрес (роман), „Азбучни убийства“ (1935), „Карти на масата“ (1936), и „Смърт край Нил“ (1937).
Последния, разказващ история за няколко убийства, извършени по време на пътуване по поречието на Нил, е оценен като един от най-добрите криминални романи на всички времена от Джон Диксън Кар, друг известен криминалист.